# Château d'Arechi
Le château d'Arechi est un château médiéval situé à 300 m d'altitude dominant la ville de Salerne et le golfe de Salerne, province de Salerne en Campanie,. 
La construction de cette fortification est associée au duc lombard Arigis II de Bénévent (Arechi II).

## Historique

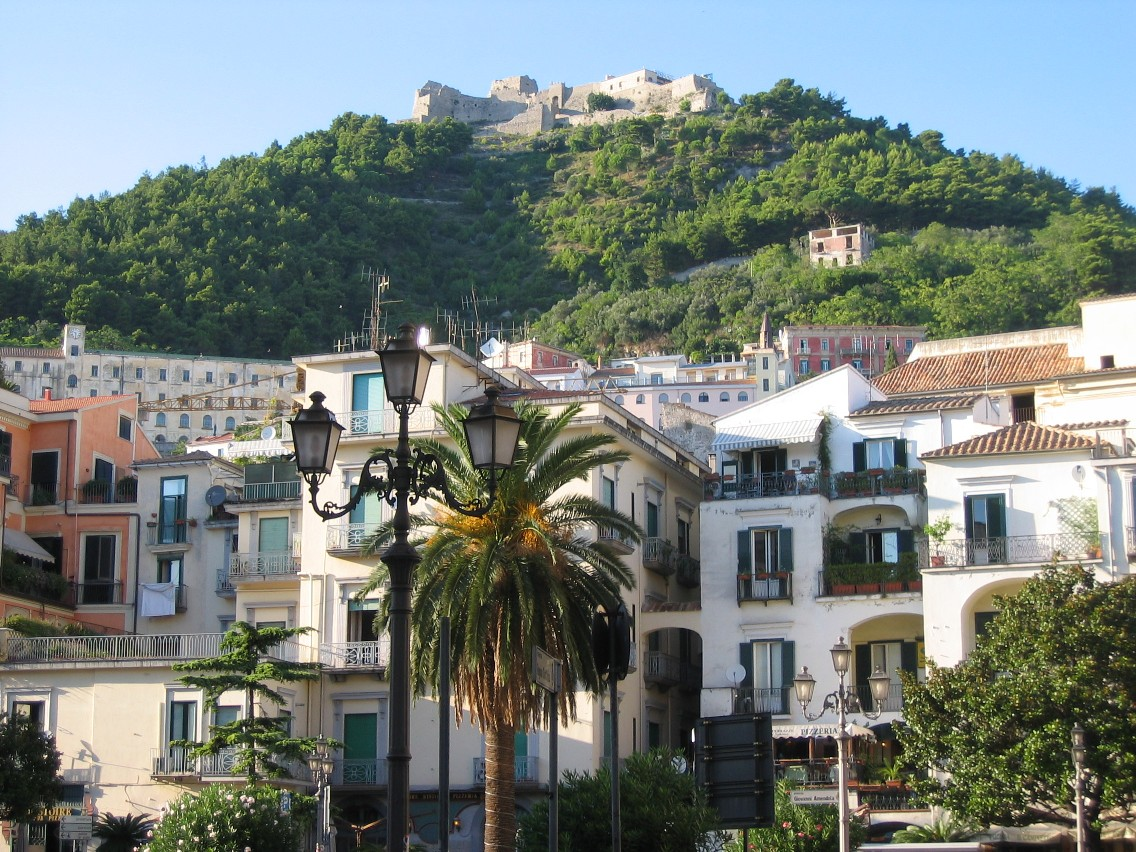
Le château sur le mont Banadies.

Le château s'élève au sommet du mont Bonadies, le nom Bonadies (« Bonjour ») vient du fait qu'à l'aube, étant la partie la plus haute de la ville, le soleil se levant de l'est éclairait en premier le sommet. Grâce à son emplacement imprenable, le château n'a jamais été conquis. Actuellement boisée, la colline était au Moyen Âge totalement dépourvue d'arbres, pour faciliter l'observation de ceux qui tentaient de l'escalader. 
La construction du château débuta au VIe siècle sous la domination byzantine (la construction de la partie la plus ancienne des remparts en blocs de grès est caractéristique de cette période).
Salerne faisait partie du duché de Bénévent, la partie la plus méridionale du royaume lombard. Lorsque Charlemagne attaqua les Lombards en 774, le duché de Bénévent fut gouverné par Arechi II. Il déplaça le principal centre du pouvoir de Bénévent à Salerne afin de renforcer son contrôle sur des zones stratégiques comme le littoral et de sécuriser les communications dans la province de Campanie. Au cours de cette période, le château fut fortement fortifié et ses remparts prirent la forme qui nous est parvenue jusqu'à nos jours.
Au cours des siècles, le château a connu de nombreux propriétaires. Les travaux archéologiques ont permis d'identifier, entre autres, des traces de la présence normande. Une tour de guet a été construite au nord du château, permettant de procéder à des observations du golfe de Salerne.
En 1820, une conspiration carbonariste eut lieu dans le château avec l'intention de provoquer un soulèvement populaire, lequel échoua à cause de la trahison d'un affilié. Après une longue période d'abandon après la proclamation du royaume d'Italie, les derniers propriétaires du château, les comtes Quaranta Signori de Fossalopara, vendirent le château à la province de Salerne le 19 décembre 1960, qui commença les travaux de restauration.

## La Restauration

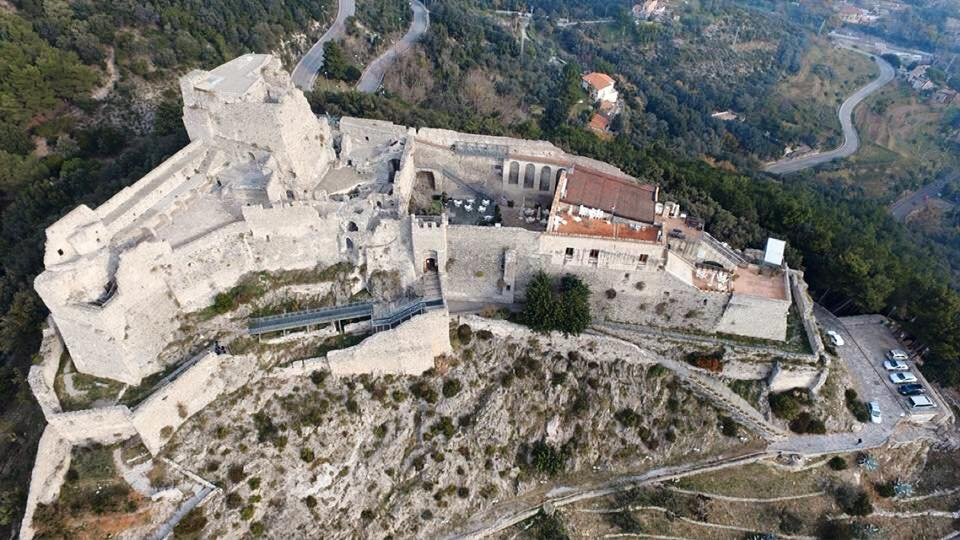
Vue aérienne du château.

Depuis 1991, la Direction des Musées Provinciaux de Salerne et le Centre d'Archéologie Médiévale « Nicola Cilento » de l'Université de Salerne ont réalisé une série de campagnes de fouilles pour définir l'évolution du complexe monumental. En 2000, un projet plus vaste a été lancé visant à la récupération fonctionnelle du château, avec la restauration complète des éléments architecturaux et le réaménagement de l'ensemble du complexe. L'ascenseur menant aux niveaux intermédiaires a été construit dans le volume d'une citerne préexistante, rendant ainsi une grande partie du complexe accessible aux personnes handicapées. Parmi les interventions réalisées, le pavage du niveau de marche des douves, la restauration des espaces voûtés des canonnières et des fusiliers, la récupération des revêtements muraux de la zone devant les turris maior, furent compromis par l'action érosive des agents atmosphériques. Les restaurations concernaient également la tour de guet La Bastiglia, qui présentait des planchers effondrés et de graves dommages le long du tambour de renforcement semi-circulaire, au sommet duquel sont insérées trois canonnières. De plus, certaines salles ont été aménagées pour la création du musée ; dans ces mêmes pièces sont visibles les restes du crénelage incorporé dans l'épaisseur du mur.
La restauration a rendu la zone située au-dessous du niveau du toit de la terrasse devant le turris maior, connue sous le nom d'hypogée, complètement ouverte aux visiteurs. Les espaces ont eu des fonctions différentes au fil du temps et l'évolution de la voûte indique une subdivision, par des cloisons, d'un espace initialement conçu comme un seul. L'exploration préalable à la restauration a mis en évidence la présence d'une canalisation qui suggère une utilisation partielle de la pièce comme citerne, à une époque qu'on ne peut définir avec précision. Le même environnement était utilisé pour la détention des prisonniers. Au fond, sont visibles les fresques représentant sainte Catherine d'Alexandrie et saint Léonard, protecteur des prisonniers.

## Le musée
Le musée du château présente les artéfacts issus des fouilles effectuées sur le site : céramiques, verres, objets métalliques et monnaies. Ce musée est équipé de haut-parleurs et d'écrans qui illustrent la géographie du château et donnent des notions historiques sur le château, donnant un sens logique et culturel au visiteur.

## Le château dans la culture de masse
- Une tragédie d'Ugo Foscolo, Ricciarda, se déroule dans le château d'Arechi. L'auteur s'en est inspiré lors d'une brève visite à Salerne en 1812.
- En 1992, la Poste italienne a consacré à la forteresse un timbre de 850 lires, faisant partie de la collection connue sous le nom de « Castelli d'Italia ».
- Comme dans toutes les légendes romantiques concernant les vieux châteaux, une tradition veut qu'il y ait un ou plusieurs passages secrets qui relient le château aux anciennes tours de guet des murailles, surtout au Fort La Carnale.

## Galerie

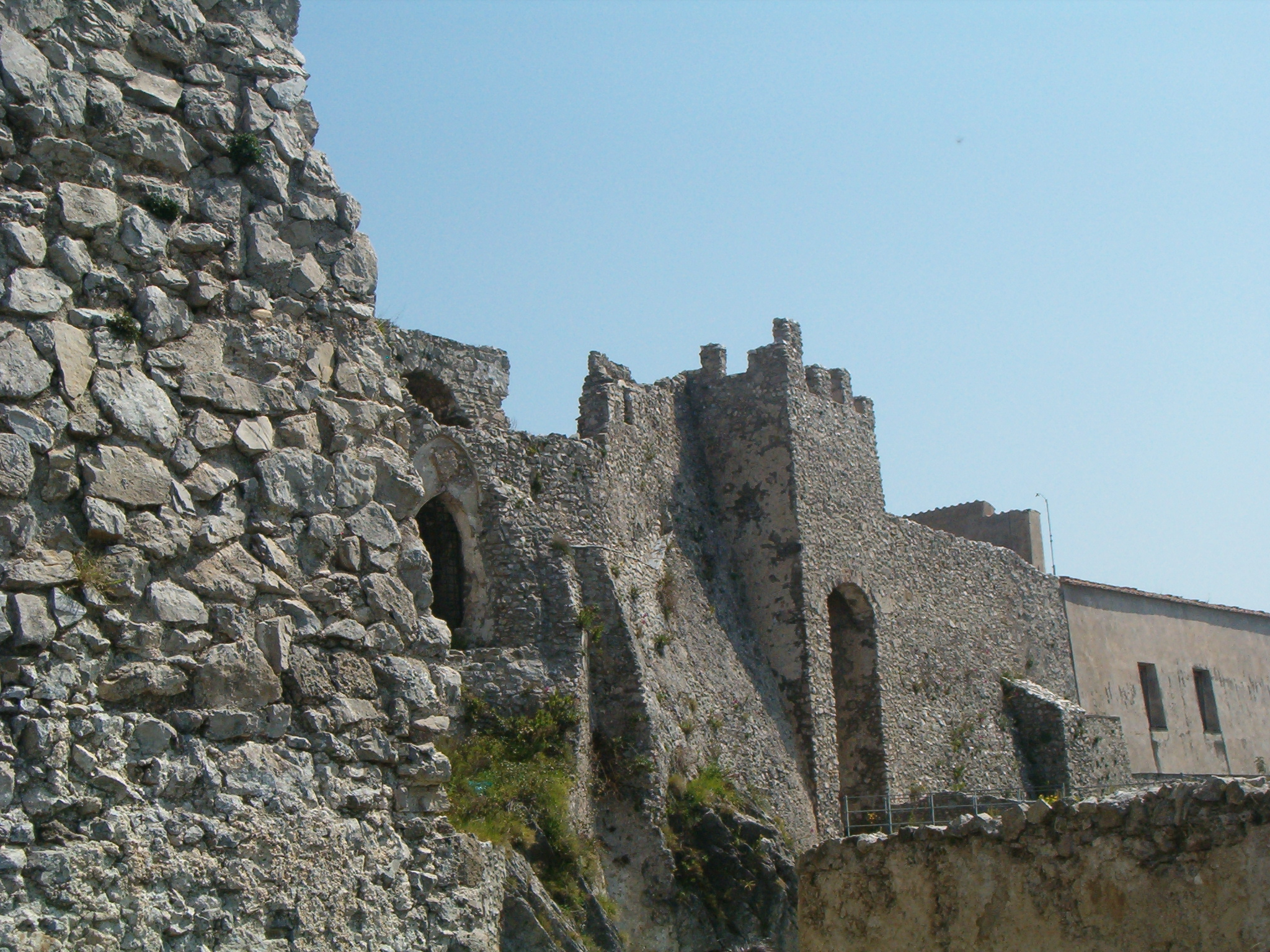
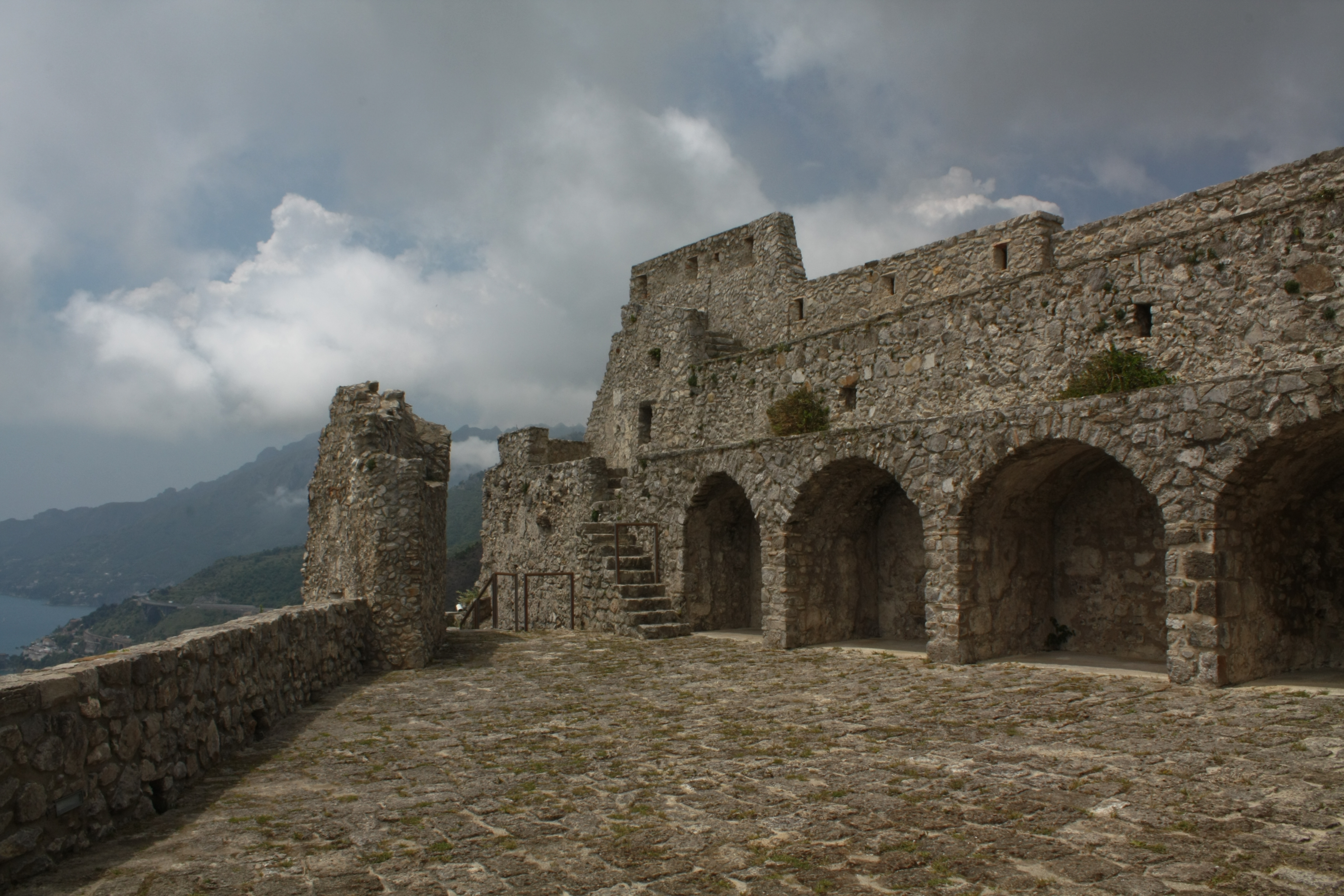